# فلوید (ویرجینیا)
فلوید (به انگلیسی: Floyd) یک منطقهٔ مسکونی در ایالات متحده آمریکا است که در شهرستان فلوید، ویرجینیا واقع شده‌است. فلوید ۱٫۱۸ کیلومتر مربع مساحت و ۴۲۵ نفر جمعیت دارد و ۷۵۹٫۸۸ متر بالاتر از سطح دریا واقع شده‌است.